# Koriya
Koriya (alternativt Korea, hindi: कोरिया) är ett distrikt i den indiska delstaten Chhattisgarh. Den administrativa huvudorten är Baikunthpur, medan den största staden är Chirmiri.